# Llei Orgànica de Protecció de la Seguretat Ciutadana (2015)
La Llei Orgànica 4/2015, de 30 de març, de Protecció de la Seguretat Ciutadana, coneguda pels seus detractors com a llei mordassa, és una llei orgànica estatal que va entrar en vigor l'1 de juliol de 2015.
L'avantprojecte de la llei es va presentar el 29 de novembre del 2013, basant-se en l'anterior Llei Orgànica de Protecció de la Seguretat Ciutadana del 1992 o llei Corcuera. La llei va generar controvèrsia en diverses instàncies, i s'hi van presentar en contra diversos recursos d'inconstitucionalitat, posteriorment desestimats pel Tribunal Constitucional espanyol. El text va ser aprovat el dia 11 de desembre del 2014 al Congrés espanyol amb els vots de la majoria absoluta del Partit Popular.

## Canvis que introdueix el text
La llei considera els canvis següents respecte a les lleis actuals:
- Es legalitzarà la cadena perpètua, que anomena "presó permanent".
- Entre les conductes amb sancions econòmiques més greus, multades amb fins a 600.000 euros, hi ha la convocatòria de protestes en jornades preelectorals.
- De la mateixa manera, es multen les protestes en solemnitats i oficis religiosos.
- Els agents de cossos i forces de seguretat pública o privada podran retenir persones durant hores, i escorcollar-les.
- Es prohibeixen les manifestacions i el dret de reunió. Els assistents a reunions en llocs o espais públics sense haver-ho comunicat o anunciat prèviament hauran de pagar entre 100 i 600 euros per persona.
- Es prohibeix manifestar-se davant del Congrés o el Senat espanyol, ni que estigui comunicat o anunciat prèviament. La sanció per persona és d'entre 600 i 30.000 euros.
- Si un grup de ciutadans es nega a dissoldre una reunió o manifestació, cada un tindrà una sanció més d'entre 600 i 30.000 euros.
- Prohibeix ocupar un immoble contra la voluntat del propietari, com per exemple una entitat bancària.
- Les accions impulsades per la Plataforma d'Afectats per la Hipoteca per impedir desnonaments seran ara multades amb entre 600 i 30.000 euros.
- Qualsevol tipus d'espectacle podrà ser suspès en qualsevol moment per un agent policial.
- Els espectacles públics o activitats recreatives que eludeixin una prohibició o suspensió seran multats amb fins a 600.000 euros.
- Els espectacles esportius, d'arts escèniques, etc., hauran de reservar una fila zero a tots els agents de l'ordre.
- Legalitzarà les "devolucions en calent" dels immigrants que entren en territori espanyol per Ceuta o Melilla.
- Permetrà només a la policia nacional espanyola d'accedir a les bases de dades internacionals, i ho impedirà a cossos policíacs com els mossos d'esquadra.
- Serà multat amb fins a 600 euros qui consumeixi alcohol en un lloc públic i qui participi en la venda ambulant.
- El consum d'altres drogues en llocs públics es multarà fins a 30.000 euros.
- També es multarà fins a 30.000 euros el fet de sobrevolar o d'entrar en infraestructures o instal·lacions de serveis "bàsics per a la comunitat".
- Si es fa en forma de reunió o manifestació, la sanció pot pujar a 600.000 euros.
- Els insults a policies se sancionaran amb multes de fins a 1.000 euros.
- El Ministeri d'Interior crearà un fitxer en el qual registrarà les persones que incorren en infraccions d'aquesta llei.